# Dino De Laurentiis
Agostino De Laurentiis, detto Dino (Torre Annunziata, 8 agosto 1919 – Beverly Hills, 10 novembre 2010), è stato un produttore cinematografico italiano naturalizzato statunitense, fratello di Luigi De Laurentiis e zio di Aurelio De Laurentiis.

## Biografia
Il giovane Dino, come era soprannominato sin da piccolo, crebbe per le strade di Torre Annunziata vendendo gli spaghetti prodotti dal piccolo pastificio del padre. Il suo ingresso nel mondo del cinema avviene, insieme con la decisione di intraprendere la carriera di attore, quando si reca a Roma al Centro Sperimentale di Cinematografia, appena inaugurato, nel biennio 1937-1938. Fra i suoi esordi come attore vi è quello nel film Troppo tardi t'ho conosciuta del regista Emanuele Caracciolo. Basta poco però, al giovane Dino, per trovare la sua vera strada: "dopo essersi guardato allo specchio" - secondo le sue parole - decide di spostarsi dietro la macchina da presa, intraprendendo la fortunata carriera di produttore.
Poco dopo inizia a produrre film. Il primo risale al 1940, L'ultimo combattimento di Piero Ballerini, al quale seguiranno circa 150 film durante tutto il corso della sua lunga carriera. Il primo vero successo arriva con L'amore canta del 1941, una commedia degli equivoci, remake di un film svedese. Successivamente, nel 1942, è produttore esecutivo sul "set" di Malombra, dove supera i dubbi del produttore Gualino dovuti alla sua ancor giovane età e si impone quale efficace professionista. Sin dal 1946, con il film Il bandito di Alberto Lattuada, per quasi vent'anni, fino al proprio trasferimento negli Stati Uniti, Dino è affiancato dal fratello maggiore Luigi De Laurentiis.

### Lux Film
Entra alla Lux Film, diventando produttore esecutivo cinematografico, giocando un ruolo di prim'ordine per la rinascita del cinema italiano nel dopoguerra. Lo scrittore-giornalista, cineproduttore e studioso d'arte Valentino Brosio, che concorse, dalla seconda metà degli anni trenta alla fine degli anni cinquanta, all'affermazione della Lux Film con il trasferimento a Roma di questa società fondata a Torino da Riccardo Gualino, ricordò così l'esordio di De Laurentiis:
Tra i tanti film prodotti in questo periodo si possono ricordare Riso amaro (1948) di Giuseppe De Santis, Napoli milionaria (1950) di Eduardo De Filippo, Dov'è la libertà...? (1954) di Roberto Rossellini, Miseria e nobiltà (1954) di Mario Mattoli e La grande guerra (1959) di Mario Monicelli, con Alberto Sordi e Vittorio Gassman, Leone d'Oro alla Mostra del Cinema di Venezia.

### La Ponti-De Laurentiis
Nel 1948 si dedica alla ristrutturazione degli stabilimenti di produzione "Teatri della Farnesina", ex Safir, dando vita alla "Ponti-De Laurentiis" insieme all'amico Carlo Ponti, per la prima volta con studi propri a disposizione.
Uno dei primi successi prodotti dalla nuova etichetta è Guardie e ladri (1951), di Steno e Monicelli, poi Totò a colori (1952) di Steno, al quale fanno seguito numerosi altri importanti opere, come Europa '51 (1952) di Roberto Rossellini, Anni facili (1953) di Luigi Zampa, fino alla consacrazione definitiva con La strada (1954) e Le notti di Cabiria (1957) di Federico Fellini, due film che vinceranno entrambi il premio Oscar per il miglior film straniero, dopo quelli vinti da Vittorio De Sica con Sciuscià (1947) e Ladri di biciclette (1949)
A proposito di questo periodo, lo stesso produttore ha dichiarato in un'intervista che "il neorealismo fu inventato dai giornali. Affermarono che alcuni registi e sceneggiatori vollero fare il neorealismo. Ma non è vero. L'industria italiana del cinema era così povera che non c'erano soldi per gli studios, per creare dei set, per andare dappertutto. Così si doveva girare tutto per strada."
Dal 1970 gli studi "Ponti-De Laurentiis" sopra citati sono sede dell’Istituto di Istruzione Superiore “Cine Tv Roberto Rossellini” di Roma.

### Dinocittà
Costruisce dei nuovi teatri di posa, sempre nei dintorni di Roma, sulla via Pontina al km 23,270, chiamati "Dinocittà", dove sono stati anche girati numerosi film con star hollywoodiane, come Guerra e pace (1956) di King Vidor con Henry Fonda e Audrey Hepburn, Barabba (1961) di Richard Fleischer con Anthony Quinn, La Bibbia (1966) di John Huston con George C. Scott, Ava Gardner, John Huston stesso e Peter O'Toole, Lo sbarco di Anzio (1968) di Duilio Coletti con Robert Mitchum e Waterloo (1970) di Sergej Bondarcuk con Rod Steiger e Orson Welles.
Sui terreni di Dinocittà è stato aperto nel 2014 il parco divertimenti Cinecittà World, tematico per il cinema e la televisione.

### 1972: Legge Corona e trasferimento negli Stati Uniti
Nel 1972 la legge italiana sul cinema cambia: i sussidi vengono riservati solo ai film con il 100% di produzione italiana (fino ad allora bastava il 50%), e De Laurentiis decide di trasferirsi negli Stati Uniti, dove fonderà la De Laurentiis Entertainment Group.
In America continua a produrre grandi successi: Serpico (1973) di Sidney Lumet, I tre giorni del Condor (Three Days of the Condor) (1975) di Sydney Pollack, Il giustiziere della notte (Death Wish) (1974) di Michael Winner, Conan il barbaro (Conan the Barbarian) (1982) di John Milius, L'anno del dragone (Year of the Dragon) (1985) di Michael Cimino, e anche alcuni remake come il King Kong (1976) di John Guillermin o Il Bounty (The Bounty) (1984) di Roger Donaldson con Mel Gibson, ma anche alcuni flop al botteghino, come Dune (1984) di David Lynch o Tai-Pan (1986) di Daryl Duke.

### Ultimi anni

De Laurentiis con la figlia Raffaella

Nel 1990 realizza Ore disperate (Desperate Hours) (1992), ancora di Michael Cimino (un'operazione rischiosa, dato che il regista statunitense era considerato il responsabile del fallimento della United Artists, e conseguentemente bandito da Hollywood), e Body of Evidence (1992) di Uli Edel, con Madonna, mentre, tra i titoli più recenti si ricordano il thriller Breakdown - La trappola (1997) e U-571 (2000) di Jonathan Mostow.
La filosofia che ha portato al successo De Laurentiis può essere ben compresa grazie alla sua dichiarazione alla Mostra del Cinema di Venezia 2003, dove ha ricevuto il Leone d'oro alla carriera: "Il problema dei registi italiani è che vogliono fare i film con un occhio alla critica. Noi però siamo show-man e dobbiamo fare film solo per il pubblico. Ora voglio dimostrare al cinema italiano che ci sono grandi storie da raccontare. Ho voglia di tornare in Italia a lavorare per fare dei film che riescano ad uscire dall'Italia".
Nel corso della serata di premiazione degli Oscar del 2001 ha ricevuto l'Irving G. Thalberg Memorial Award. Infine è stato anche membro della giuria dell'Academy of Motion Picture Arts and Sciences per il Premio Oscar.
Nel 2008 partecipa al documentario Il falso bugiardo di Claudio Costa, dedicato allo sceneggiatore Luciano Vincenzoni, suo amico, che lavorò con lui, frequentandolo sia in Italia che a Hollywood per almeno 30 anni. Con Vincenzoni, anche se il rapporto ebbe momenti di stallo dovuti ad incomprensioni reciproche, De Laurentiis realizzò il capolavoro La grande guerra, e molti altri film tra cui I due nemici, Il gobbo, Roma bene, seguiti poi da L'orca assassina e Codice Magnum.
Lucio Trentini è stato il suo organizzatore per tutta la sua carriera professionale.
Muore per cause naturali il 10 novembre 2010 a Beverly Hills.
Successivamente al suo funerale tenutosi a Beverly Hills, al quale hanno preso parte nomi noti dello star system hollywoodiano, le spoglie sono state tumulate nella tomba di famiglia presso il cimitero di Torre Annunziata, accanto a quelle del fratello Luigi.
Ha avuto sei figli: Veronica, Raffaella, Federico e Francesca avuti da Silvana Mangano, con la quale si era sposato nel 1949; Carolyna e Dina, avute dalla sua seconda moglie Martha Schumacher con la quale si era sposato nel 1990. Il figlio Federico morì in un incidente aereo in un volo privato negli Stati Uniti.
Anche suo fratello Luigi è stato un produttore, così come anche il nipote Aurelio è un produttore cinematografico.
Nel 2012 gli è stato attribuito il Premio America alla memoria della Fondazione Italia USA.

### Festival cinematografici dedicati a Dino De Laurentiis
Dal 2010 a Torre Annunziata, sua città natale, si tiene il Festival di Cortometraggi Cortodino. Un festival internazionale dedicato appunto alla memoria del grande produttore cinematografico organizzato dall'Associazione Culturale Esseoesse, patrocinato da Ministero del Beni e Attività Culturali, Regione Campania e Comune di Torre Annunziata.

## Filmografia

### Produzioni cinematografiche (parziale)
- L'amore canta, regia di Ferdinando Maria Poggioli (1941)
- Aquila nera, regia di Riccardo Freda (1946)
- Il bandito, regia di Alberto Lattuada (1946)
- La figlia del capitano, regia di Mario Camerini (1947)
- Molti sogni per le strade, regia di Mario Camerini (1948)
- Il cavaliere misterioso, regia di Riccardo Freda (1948)
- I pompieri di Viggiù, regia di Mario Mattoli (1949)
- Adamo ed Eva, regia di Mario Mattoli (1949)
- Riso amaro, regia di Giuseppe De Santis (1949)
- Il lupo della Sila, regia di Duilio Coletti (1949)
- Napoli milionaria, regia di Eduardo De Filippo (1950)
- Il brigante Musolino, regia di Mario Camerini (1950)
- Romanticismo, regia di Clemente Fracassi (1951)
- Il padrone del vapore, regia di Mario Mattoli (1951)
- Accidenti alle tasse!!, regia di Mario Mattoli (1951)
- Totò terzo uomo, regia di Mario Mattoli (1951)
- Ultimo incontro, regia di Gianni Franciolini (1951)
- Guardie e ladri, regia di Steno e Mario Monicelli (1951)
- Anna, regia di Alberto Lattuada (1951)
- Totò a colori, regia di Steno (1952)
- Jolanda, la figlia del Corsaro Nero, regia di Mario Soldati (1952)
- Gli 11 moschettieri, regia di Ennio De Concini e Fausto Saraceni (1952)
- Europa '51, regia di Roberto Rossellini (1952)
- La tratta delle bianche, regia di Luigi Comencini (1952)
- I tre corsari, regia di Mario Soldati (1952)
- Fratelli d'Italia, regia di Fausto Saraceni (1952)
- I sette dell'Orsa maggiore, regia di Duilio Coletti (1953)
- Le infedeli, regia di Mario Monicelli e Steno (1953)
- La lupa, regia di Alberto Lattuada (1953)
- Anni facili, regia di Luigi Zampa (1953)
- Un giorno in pretura, regia di Steno (1953) non accreditato
- Dov'è la libertà...?, regia di Roberto Rossellini (1954)
- Miseria e nobiltà, regia di Mario Mattoli (1954)
- La strada, regia di Federico Fellini (1954)
- Mambo, regia di Robert Rossen (1954)
- Ulisse, regia di Mario Camerini (1954)
- Un americano a Roma, regia di Steno (1954)
- La romana, regia di Luigi Zampa (1954)
- L'oro di Napoli, regia di Vittorio De Sica (1954)
- Attila, regia di Pietro Francisci (1954)
- Siluri umani, regia di Antonio Leonviola e Marcantonio Bragadin (1954)
- La donna del fiume, regia di Mario Soldati (1954)
- Ragazze d'oggi, regia di Luigi Zampa (1955)
- Le diciottenni, regia di Mario Mattoli (1955)
- La bella mugnaia, regia di Mario Camerini (1955)
- Guerra e Pace, regia di King Vidor (1956)
- Malafemmena, regia di Armando Fizzarotti (1957)
- Guendalina, regia di Alberto Lattuada (1957) Produttore esecutivo
- Le notti di Cabiria, regia di Federico Fellini (1957)
- Guardia, ladro e cameriera, regia di Steno (1958)
- La diga sul pacifico, regia di René Clément (1958)
- Fortunella, regia di Eduardo De Filippo (1958)
- La tempesta, regia di Alberto Lattuada (1958)
- La grande guerra, regia di Mario Monicelli (1959)
- Io amo, tu ami, regia di Alessandro Blasetti (1960) Produttore esecutivo
- Il gobbo, regia di Carlo Lizzani (1960)
- Jovanka e le altre, regia di Martin Ritt (1960)
- Sotto dieci bandiere, regia di Duilio Coletti (1960)
- Tutti a casa, regia di Luigi Comencini (1960)
- Crimen, regia di Mario Camerini (1961)
- Il federale, regia di Luciano Salce (1961) Produttore esecutivo
- Maciste contro il vampiro, regia di Giacomo Gentilomo e Sergio Corbucci (1961) Produttore esecutivo
- Il re di Poggioreale, regia di Duilio Coletti (1961)
- I due nemici, regia di Guy Hamilton (1961)
- Il giudizio universale, regia di Vittorio De Sica (1961)
- Una vita difficile, regia di Dino Risi (1961)
- Barabba, regia di Richard Fleischer (1961)
- Le pillole di Ercole, regia di Luciano Salce (1962)
- Il commissario, regia di Luigi Comencini (1962)
- Mafioso, regia di Alberto Lattuada (1962) Produttore esecutivo
- Il maestro di Vigevano, regia di Elio Petri (1963)
- Il giovedì, regia di Dino Risi (1963)
- Il processo di Verona, regia di Carlo Lizzani (1963)
- Le ore dell'amore, regia di Luciano Salce (1963)
- Il diavolo, regia di Gian Luigi Polidoro (1963)
- Il boom, regia di Vittorio De Sica (1963)
- Cadavere per signora, regia di Mario Mattoli (1964)
- La mia signora, regia di Mauro Bolognini, Tinto Brass e Luigi Comencini (1964)
- Il disco volante, regia di Tinto Brass (1964)
- Thrilling, regia di Carlo Lizzani, Ettore Scola e Gian Luigi Polidoro (1965)
- Menage all'italiana, regia di Franco Indovina (1965)
- Due marines e un generale, regia di Luigi Scattini (1965)
- I tre volti, regia di Michelangelo Antonioni, Mauro Bolognini e Franco Indovina (1965)
- La tigre profumata alla dinamite (Le Tigre se parfume à la dynamite), regia di Claude Chabrol (1965)
- La battaglia dei giganti (Battle of the Bulge), regia di Ken Annakin (1965) Produttore esecutivo, non accreditato
- La Bibbia, regia di John Huston (1966)
- Se tutte le donne del mondo, regia di Henry Levin e Arduino Maiuri (1966) Produttore esecutivo
- Le streghe, regia di Luchino Visconti, Mauro Bolognini, Pier Paolo Pasolini, Franco Rossi e Vittorio De Sica (1967)
- Matchless, regia di Alberto Lattuada (1967)
- Lo straniero, regia di Luchino Visconti (1967)
- Vietnam, guerra e pace, regia di Lamberto Antonelli (1968)
- Diabolik, regia di Mario Bava (1968)
- Odissea, regia di Franco Rossi, Piero Schivazappa e Mario Bava (1968)
- Banditi a Milano, regia di Carlo Lizzani (1968)
- Capriccio all'italiana, regia di Mauro Bolognini, Mario Monicelli, Pier Paolo Pasolini, Steno, Pino Zac e Franco Rossi (1968)
- Lo sbarco di Anzio, regia di Duilio Coletti e Edward Dmytryk (1968)
- Barbarella, regia di Roger Vadim (1968)
- Roma come Chicago, regia di Alberto De Martino (1968)
- Fraulein Doktor, regia di Alberto Lattuada (1969)
- L'amante di Gramigna, regia di Carlo Lizzani (1969)
- Nerosubianco, regia di Tinto Brass (1969)
- Barbagia (La società del malessere), regia di Carlo Lizzani (1969)
- Il primo premio si chiama Irene, regia di Renzo Ragazzi (1969)
- Una breve stagione, regia di Renato Castellani (1969)
- Io non scappo... fuggo, regia di Franco Prosperi (1970)
- Waterloo, regia di Sergej Bondarchuk (1970)
- Sledge (A Man Called Sledge), regia di Vic Morrow (1970)
- Io non vedo, tu non parli, lui non sente, regia di Mario Camerini (1971)
- Io non spezzo... rompo, regia di Bruno Corbucci (1971)
- La spina dorsale del diavolo, regia di Burt Kennedy (1971)
- Osvobozhdenie: Napravleniye glavnogo udara, regia di Yuri Ozerov (1971)
- Joe Valachi, i segreti di cosa nostra, regia di Terence Young (1972)
- Causa di divorzio, regia di Marcello Fondato (1972)
- Boccaccio, regia di Bruno Corbucci (1972)
- Lo scopone scientifico, regia di Luigi Comencini (1972)
- Torino nera, regia di Carlo Lizzani (1972)
- La violenza: quinto potere, regia di Florestano Vancini (1972)
- La più bella serata della mia vita, regia di Ettore Scola (1972)
- Valdez, il mezzosangue, regia di Duilio Coletti e John Sturges (1973) non accreditato
- Serpico, regia di Sidney Lumet (1973) Produttore esecutivo
- Una matta, matta, matta corsa in Russia, regia di Franco Prosperi e Eldar Ryazanov (1974)
- Crazy Joe, regia di Carlo Lizzani (1974)
- Il giustiziere della notte (Death Wish), regia di Michael Winner (1974) non accreditato
- Uomini duri, regia di Duccio Tessari (1974)
- Porgi l'altra guancia, regia di Franco Rossi (1974)
- Mandingo, regia di Richard Fleischer (1975)
- I tre giorni del Condor (Three Days of the Condor), regia di Sydney Pollack (1975) Produttore esecutivo, non accreditato
- Stupro (Lipstick), regia di Lamont Johnson (1976) Produttore esecutivo
- Buffalo Bill e gli indiani (Buffalo Bill and the Indians, or Sitting Bull's History Lesson), regia di Robert Altman (1976) Produttore esecutivo
- Drum, l'ultimo mandingo (Drum), regia di Steve Carver (1976)
- King Kong, regia di John Guillermin (1976)
- Sfida a White Buffalo (The White Buffalo), regia di Jack Lee Thompson (1977) Produttore esecutivo
- L'orca assassina (Orca), regia di Michael Anderson (1977) Produttore esecutivo
- L'uovo del serpente (The Serpent's Egg), regia di Ingmar Bergman (1977)
- Pollice da scasso (The Brink's Job), regia di William Friedkin (1978) Produttore esecutivo
- Il re degli zingari (King of the Gypsies), regia di Frank Pierson (1978) Produttore esecutivo
- Uragano (Hurricane), regia di Jan Troell (1979)
- Flash Gordon, regia di Mike Hodges (1980)
- Ragtime, regia di Miloš Forman (1981)
- Il signore della morte (Halloween II), regia di Rick Rosenthal (1981)
- Conan il barbaro, regia di John Milius (1982)
- Amityville Possession (Amityville II: The Possession), regia di Damiano Damiani (1982)
- Halloween III - Il signore della notte (Halloween III: Season of the Witch), regia di Tommy Lee Wallace (1982)
- La zona morta (The Dead Zone), regia di David Cronenberg (1983) Produttore esecutivo, non accreditato
- Il Bounty (The Bounty), regia di Roger Donaldson (1984) Produttore esecutivo
- Conan il distruttore (Conan the Destroyer), regia di Richard Fleischer (1984) Produttore esecutivo
- Dune, regia di David Lynch (1984) Produttore esecutivo
- L'occhio del gatto (Cat's Eye), regia di Lewis Teague (1985)
- L'anno del dragone (Year of the Dragon), regia di Michael Cimino (1985)
- Unico indizio la luna piena (Silver Bullet), regia di Daniel Attias (1985)
- Yado (Red Sonja), regia di Richard Fleischer (1985)
- Codice Magnum (Raw Deal), regia di John Irvin (1986)
- Brivido (Maximum Overdrive), regia di Stephen King (1986) Produttore esecutivo
- Manhunter - Frammenti di un omicidio (Manhunter), regia di Michael Mann (1986)
- Velluto blu (Blue Velvet), regia di David Lynch (1986)
- Radioactive Dreams, regia di Albert Pyun (1986)
- Tai-Pan, regia di Daryl Duke (1986) Produttore esecutivo
- Crimini del cuore (Crimes of the Heart), regia di Bruce Beresford (1986)
- King Kong 2 (King Kong Lives), regia di John Guillermin (1986) Produttore esecutivo
- Morte a 33 giri (Trick or Treat), regia di Charles Martin Smith (1986)
- La finestra della camera da letto (The Bedroom Window), regia di Curtis Hanson (1987)
- Colpo di scena (From the Hip), regia di Bob Clark (1987)
- La casa 2 (Evil Dead II: Dead by Dawn), regia di Sam Raimi (1987)
- Il mistero da 4 milioni di dollari (Million Dollar Mystery), regia di Richard Fleischer (1987)
- Il seme della gramigna (Weeds), regia di John Hancock (1987)
- Hiding Out, regia di Bob Giraldi (1987)
- Appuntamento con un angelo (Date with an Angel), regia di Tom McLoughlin (1987)
- Assassino senza colpa? (Rampage), regia di William Friedkin (1987)
- Traxx, regia di Jerome Gary (1988)
- Pumpkinhead, regia di Stan Winston (1988)
- Illegalmente tuo (Illegally Yours), regia di Peter Bogdanovich (1988)
- Dracula's Widow, regia di Christopher Coppola (1988)
- Tapeheads, regia di Bill Fishman (1988)
- Bill & Ted's Excellent Adventure, regia di Stephen Herek (1989)
- Le ragazze della Terra sono facili (Earth Girls Are Easy), regia di Julien Temple (1989)
- Collision Course, regia di Lewis Teague (1989)
- Ore disperate (Desperate Hours), regia di Michael Cimino (1990)
- Body of Evidence - Il corpo del reato, regia di Uli Edel (1993)
- L'armata delle tenebre, regia di Sam Raimi (1993)
- U-571, regia di Jonathan Mostow (2000)
- Hannibal, regia di Ridley Scott (2001)
- Kung Pow (Kung Pow: Enter the Fist) (2002)
- Red Dragon, regia di Brett Ratner (2002)
- Hannibal Lecter - Le origini del male di Peter Webber (2007)
- L'ultima legione, regia di Doug Lefler (2007)
- Decameron Pie, regia di David Leland (2007)

## Riconoscimenti
- Premio Oscar
  - 1957 – Miglior film straniero per La strada
  - 2001 – Premio alla memoria Irving G. Thalberg
- David di Donatello
  - 1957 – Miglior produttore per Le notti di Cabiria
  - 1959 – Miglior produttore per La tempesta
  - 1960 – Miglior produttore per La grande guerra
  - 1961 – Miglior produttore per Tutti a casa
  - 1962 – Miglior produttore per Una vita difficile
  - 1965 – Targa d'oro
  - 1966 – Miglior produttore per La Bibbia
  - 1968 – Miglior produttore per Banditi a Milano
  - 1971 – Miglior film per Waterloo
  - 2006 – David del Cinquantenario